# Saint-Julien-Innocence-Eulalie
Saint-Julien-Innocence-Eulalie is een gemeente in het Franse departement Dordogne (regio Nouvelle-Aquitaine). De plaats maakt deel uit van het arrondissement Bergerac. Saint-Julien-Innocence-Eulalie is op 1 januari 2019 ontstaan door de fusie van de gemeenten Sainte-Eulalie-d'Eymet, Sainte-Innocence en Saint-Julien-d'Eymet. De gemeente telde 311 inwoners op 1 januari 2022.

## Geografie
De oppervlakte van Saint-Julien-Innocence-Eulalie bedraagt 19,73 km², de bevolkingsdichtheid is 16 inwoners per km² (per 1 januari 2019).
De onderstaande kaart toont de ligging van Saint-Julien-Innocence-Eulalie met de belangrijkste infrastructuur en aangrenzende gemeenten.

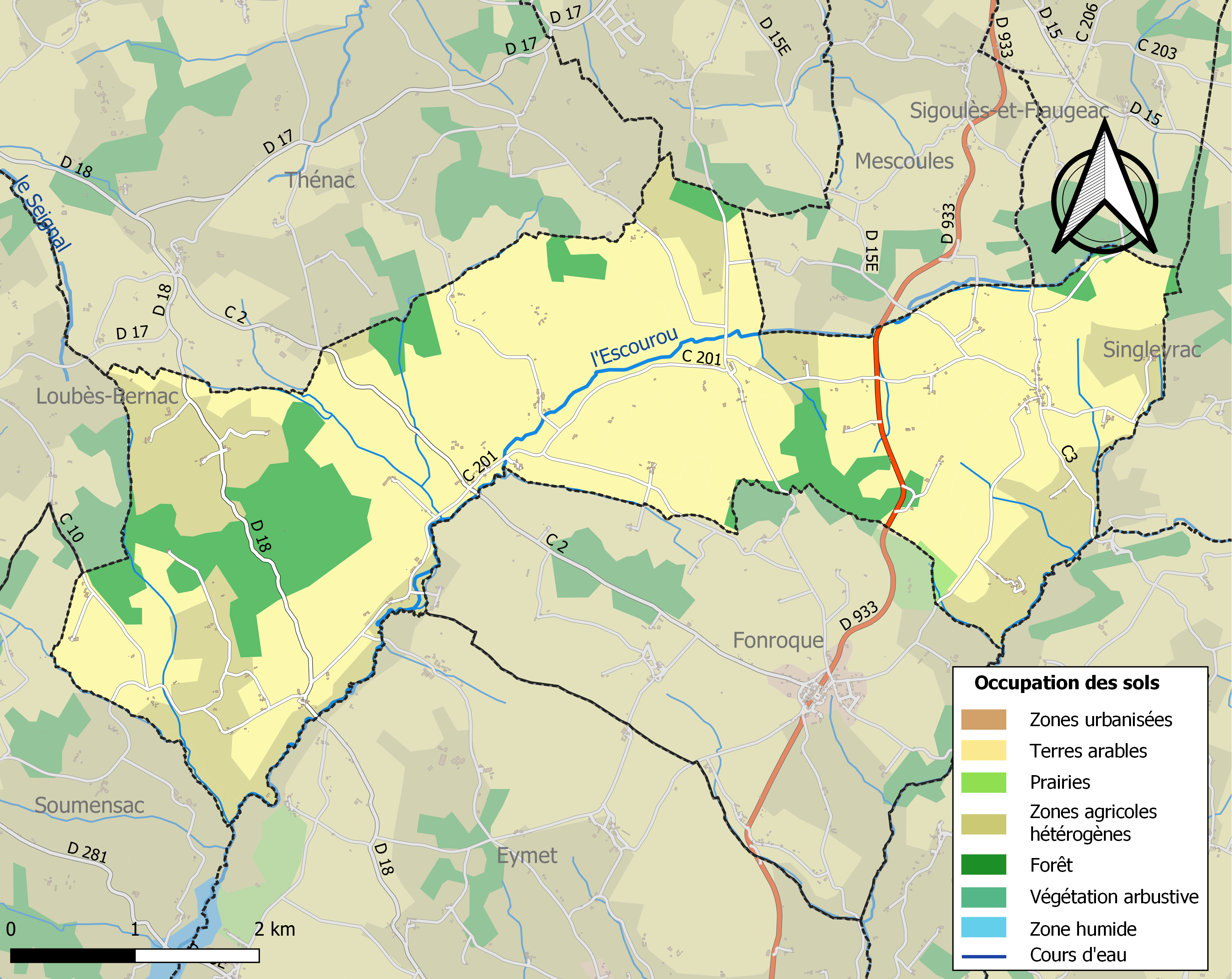